# Как хорошо жить
«Как хорошо жить» (итал. Che gioia vivere) — комедийный франко-итальянский фильм 1961 года, поставленный режиссёром Рене Клеманом.

## Сюжет
Действия фильма происходят в Италии в начале двадцатых годов XX века. К мирной жизни после демобилизации возвращается Улисс Чекконато. В условиях послевоенной безработицы и нищеты молодому человеку предстоит решить для себя проблему трудоустройства и в общем дальнейшего существования в этом неспокойном мире. 
Отказавшись от предложения фашистов, которые вскоре должны были прийти к власти, Улисс устраивается на работу в типографию, принадлежащую семье подпольщиков-анархистов. Юноша влюбляется в красавицу Франку и, чтобы понравиться ей, выдаёт себя за одного из испанских анархистов.

## В ролях
| Актёр                    | Роль                   |
| ------------------------ | ---------------------- |
| Ален Делон               | Улисс Чекконато        |
| Барбара Квятковская-Ласс | Франка Фоссати         |
| Джино Черви              | Фоссати-папа           |
| Рина Морелли             | Роза Фоссати           |
| Карло Пизакане           | дедушка Франки Фоссати |
| Паоло Стоппа             | парикмахер             |
| Уго Тоньяцци             | анархист               |
| Леопольдо Триесте        | художник-анархист      |
| Гастоне Москин           | священник              |